# Mike Pagel
Mike John Pagel (Douglas, 13 settembre 1960) è un ex giocatore di football americano statunitense che ha militato nel ruolo di quarterback nella National Football League (NFL).

## Carriera
Scelto nel Draft NFL 1982 come Art Schlichter, Pagel avrebbe dovuto essere la sua riserva ma quando scese in campo generalmente giocò meglio di Schlichter. Pagel giocò come quarterback titolare dei Colts per quattro stagioni, alternandosi con Schlichter, Matt Kofler e Mark Herrmann. Fu l'ultimo giocatore dei Colts ad indossare il numero 18 prima di Peyton Manning. Fu scambiato con i Cleveland Browns nella stagione 1986 e vi giocò per cinque stagioni, principalmente come riserva. Nel 1988 prese il posto degli infortunati Bernie Kosar e Don Strock e giocò bene nella sconfitta nei playoff contro gli Houston Oilers. Chiuse la carriera giocando dal 1991 al 1993 con i Los Angeles Rams senza mai scendere in campo come titolare.